# Демустье, Анаис
Анаис Демустье (фр. Anaïs Demoustier; род. 29 сентября, 1987, Лилль, Франция) — французская актриса. Известность приобрела благодаря ролям в фильмах «Время волков» (2002), «Прекрасная смоковница» (2008), «Новая подружка» (2014).

## Биография
Родилась в 1987 году в Лилле. Имеет двух сестер и брата. С раннего возраста увлеклась театром, с семи лет посещала театральный кружок. В 2002 году прошла кинопробы и была утверждена на одну из ролей в фильме «Время волков» режиссёра Михаэля Ханеке, что принесло ей широкую известность. В 2005 году переехала в Париж и поступила на факультет киноискусства университета Новая Сорбона, параллельно снимается в кино и играет в театре. Следующим крупным успехом актрисы становится фильм «Прекрасная смоковница» режиссёра Кристофа Оноре, где она играет с молодыми французскими актёрами Луи Гаррелем и Леай Сейду. За роль в этом фильме в 2009 году номинировалась на премию «Сезар» в номинации «Самая многообещающая актриса». В 2011 году вновь номинировалась на эту же номинацию премии «Сезар» за роль в фильме «Любовь и свежая вода». В 2014 году снялась в фильме Франсу Озона — «Новая подружка». Продолжает играть роли в различных театрах Франции.
Во время съёмок фильма «Маргарита и Жюльен» Демустье начала встречаться со своим коллегой по фильму Жереми Элькаймом. В декабре 2015 года было объявлено, что пара ждёт первого ребенка. В марте 2016 года Демустье родила дочь.

## Фильмография
- Граф Монте-Кристо (2023) Le Comte de Monte-Cristo
- Зверь в джунглях (2023) La Bête dans la jungle Мэй
- Алиса и мэр города[фр.] (2019) Алиса Хайман
- Спасти жизнь или погибнуть (2018)
- Ревнивая (2017) Jalouse… Мелани Пик
- Новая подружка (2014) Une nouvelle amie… Claire
- Нить Арианы (2014) Au fil d’Ariane
- Круговерть (2014) La ritournelle… Marion
- Люди и птицы (2014) Bird People… Audrey Camuzet
- Любовная ситуация — это непросто (2014) Situation amoureuse: C’est compliqué… Juliette
- Лулу. Невероятная тайна (2013) Loulou, l’incroyable secret… Scarlett, озвучка
- Набережная Орсе (2013) Quai d’Orsay… Marina
- Былая вера (2012) Il était une foi
- Радость жизни (ТВ, 2012) La joie de vivre… Pauline
- Тереза Д. (2012) Thérèse Desqueyroux… Anne de la Trave
- Откровения (2011) Elles… Charlotte
- Последняя зима (2011) L’hiver dernier… Julie
- Des noeuds dans la tête (2011)… Élise
- Снега Килиманджаро (2011) Les neiges du Kilimandjaro…
- Flo Pauline (2010)… Pauline
- Перелом (ТВ, 2010) Fracture… Anna Kagan
- Любовь и свежая вода (2010) D’amour et d’eau fraîche… Julie Bataille
- Витая в облаках (2010) La tête ailleurs… Jeanne, la routarde
- Прекрасная заноза (2010) Belle Épine… Sonia Cohen
- George et Fanchette (ТВ, 2010)… Fanchette
- Месье аббат (2010) Monsieur l’abbé…
- Сладкое зло (2010) L’enfance du mal… Céline
- Анджело, тиран Падуанский (ТВ, 2009) Angelo, tyran de Padoue
- Sois sage (2009)… Ève
- Загадочные убийства Агаты Кристи (сериал, 2009 — …) Les petits meurtres d’Agatha Christie… Louise
- Дай мне руку (2008) Donne-moi la main… Clémentine
- Взрослые люди (2008) Les grandes personnes… Jeanne
- Прекрасная смоковница (2008) La belle personne… Catherine Un bébé tout neuf (2007)…
- Несущие стены (2007) Les murs porteurs… Mélanie Rosenfeld
- Au bout de mon rêve (ТВ, 2007)… Laetitia
- Репортеры (сериал, 2007—2009) Reporters… Morgane
- Нет секса — нет денег (2007) Le prix à payer… Justine Ménard
- Чёртов мобильник (2007) Hellphone… Clémence Pour de vrai (2006)…
- На следующий год (2006) L’année suivante… Emmanuelle
- Barrage (2006)… Lydie
- Ma culotte (2006)… Lydia (в титрах: Anaïs Desmoustiers)
- Conflit de canards (2004)… Girl
- Время волков (2002) Le temps du loup… Eva
- Мир Марти (2000) Le monde de Marty… Jennifer
- Уголовная полиция (сериал, 1997—2009) P.J.… Roxane Bellini